# Архіпелаг (еялет)
40°24′00″ пн. ш. 26°40′00″ сх. д. / 40.4° пн. ш. 26.666666666667° сх. д.
Еялет Архіпела́г або бейлербейство Джезаір-і Бахр-і Сефід (островів Білого моря) (осман. ایالت جزایر بحر سفید) — адміністративно-територіальна одиниця Османської імперії. Існував у 1533—1864 роках з площею 25,460 км² (початок XIX ст.). Утворився з частин еялетів Румелія, Анатолія та Кіпр (на теперішніх землях Греції, Туреччини та Кіпру).

## Історія
Протягом XV османські султани поступово встановили свою владу над островами Егейського моря. оскільки влада османів спочатку була більш сильною у північній частині, то тамтешні острови було підпорядковано санджакбею Галіболі, що адміністративно підпорядковувався бейлербею Румелії. Згодом очільником цього санджаку ставав зазвичай капудан паша.
Такий стан речей зберігався до утворення великого османського флоту та остаточного встановлення влади на Пелопонесі та острові Родос у 1520-х роках. У 1533 році султан Сулейман I утворив нове бейлербейство Джезаір-і Бахр-і Сефід (відомий також як Архіпелаг). Першим бейлербеєм став Хайр ад-Дін Барбаросса.
У 1546 році до еялету додано санджак Родоса, а в 1617—1618 роках — санжаки Сакиз (о. Хіос), Накша (о. Наксос) та Андрі (о. Андрос). У 1661 році частина санджаків передано до Морейського еялету. У 1670 році невдовзі після підкорення Криту, що усунуло загрозу від венеційців, до еялету додано санджак Кіпру (але вже у 1703 році той передано під особисте керування великого візира). У 1784 році до провінції в якості санджаку знову включено Кіпр. Водночас на провінцію було поширено тімарну систему.
У 1800 році населення провінції становило 700 тис. осіб. У 1806—1807 роках під час чергової російсько-турецької війни острів Тенедос захопили російські солдати. Внаслідок Грецької війни за незалежність південні санджаки еялету було втрачено, що остаточно затверджено умовами Константинопольської угоди 1832 року.
У 1846 році столицю еялету переведено до місті Мітіллі (о. Лесбос), а згодом до Ізміру. У 1849 році посади капудан паші та паші Архіпелагу було розділено. У 1864 році перетворено на вілайєт Архіпелаг.

## Структура
До 1600 року складався з 12 санджаків: Геліболу, Галата, Ізміт, Лемнос, Міділлі, Сакиз, Накша, Родос, Агрібоз, Кавала, Нафпліон, Навпакт, Лефкада, Александрія.
З 1661 року Лефкада, Нафпліон, Навпакт відійшли до Мореї, Кавала — до Румелії, Александрія — до Єгипту, Сакиз — до еялету Анатолія. До еялету увійшли санджаки Кокаелі, Карліелі (Акарнанія та Етолія), Ізмір та Біга. Було загалом 10 санджаків.
У 1688 році кількість санджаків збільшилося до 15: до наявних додалися Андрі, Санторіні, Мілос, Кавала, Дамієтта, Іскандерія (Олександрія Єгипетська), Містра, Сакиз. Ліквідовано санджаки Біга, Ізміт, Ізмір, Кокаелі, санджак Агрібоз додано до Румелії.
У 1717 році кількість санджаків зменшилася до 7: залишилися Геліболу, Кавала, Карліелі, додано санджаки Навпакт та Сьоке, відновлено санджаки Агрібоз, Ізміт.
У 1730 році внаслідок відновлення влади на Пелопоннесі та навколишніх островах кількість санджаків зросла до 12. Відновлено санджаки Санторіні, Мілок, Наксос, Містра. Передано до еялету Морея санджак Каріелі, а Ізміт — до Анатолійського еялету.
Після 1832 року зникли санджаки Санторіні, Наксос, Міста. У 1846 році санджак Геліболу передано еялету Едірне. У 1861 році Кіпр виокремлено у спеціальний округ (мутасаррифат), який підпорядковано центральному уряду.

## Адміністрація
Бейлербеї (паші еялету поєднували цю посаду з посадою капудан паші (очільника Османського флоту) зі статусом 3-бунчужного візира та члена дивана султана. Очільники підрозділів називалися берія-беї (а не санджак-беї, як в інших еялетах).
Від своєї хаси до 1800 року паша отримав дохід у 885 тис. акче, дохід санджакбеїв коливався від 210 до 440 тис. акче. Нараховувалося 1492 тімари та 126 зеаметів. Еялет виставляв до 4,5 тис. спагіїв, що переважно служили на військових суднах. Кожен з санджаків готував 1—2 судна.

## Паші
- Хайр ад-Дін Барбаросса (1533—1546)
- Мехмед-паша Соколович (1546—1550)
- до 1849 року капудан паші імперії

- Муса Сафвети Паша (1849)
- Мехмед Рагіб Паша (1849—1851)
- Дамат Гюргу Халіль Ріфат Паша (1851—1852
- Тепеделенлізаде Ісмаїл Рахмі Паша (1852—1855)
- Махмуд Хамді Паша (1855—1856)
- Кайсерілі Ахмед Паша (1857, 1859—1860 рр., Апрель ла-перетворення провінції, провінція, 1867—1873 рр.)
- Саліх Вамик Паша (1857—1859)
- не було призначення 1860—1863
- Осман Рашид Паша (1863—1864)
- Мехмед Чемадельдін Паша (1864—1866)
- Гусейн Гюсну Паша (1866—1867)